# Верховний суд Туркменістану
Верховний суд Туркменістану (Türkmenistanyň Ýokary kazyýeti) — найвищий орган судової влади в Туркменістані, який здійснює судовий нагляд за розглядом цивільних, арбітражних, адміністративних та кримінальних справ у порядку, передбаченому процесуальним законодавством.
Крім Верховного суду, до системи судової влади Туркменії входить Арбітражний суд Туркменії, і навіть вілаєтські суди, суди міст із правами вілаєту, етрапські суди і суди міст із правами етрапа.
Компетенція, порядок створення та діяльності судів визначаються законом.

## Склад
Верховний суд Туркменістану складається з голови, заступників голови, суддів, засідателів суду та, крім передбачених законом випадків розгляду справ суддею одноосібно, діє у складі:
- Пленуму Верховного суду;
- Президії Верховного Суду;
- Судової колегії у цивільних справах;
- Судової колегії з арбітражних справ;
- Судової колегії з адміністративних справ;
- Судової колегії у кримінальних справах.

## Голова Верховного Суду
Голова Верховного суду Туркменії призначається президентом Туркменістану за згодою Меджлісу Туркменістану строком на 5 років.
Голова Верховного суду Туркменістану є суддею та одночасно з виконанням обов'язків судді організує та керує роботою всіх судів.

### Голови Верховного суду Туркменії
| No | Ім'я                 | Призначений | Звільнений | Причина звільнення        |
| 1  | Атаєв, Халикберди    | ??.??.1991  | 04.08.1992 | перехід на іншу роботу    |
| 2  | Какабаєв, Аманмурад  | 10.08.1992  | 28.08.1996 | за власним бажанням       |
| 3  | Рахманов, Ата        | 28.08.1996  | 06.01.1999 | за станом здоров'я        |
| 4  | Атаєв, Овезгельди    | 06.01.1999  | 12.11.2002 | перехід на іншу роботу    |
| 5  | Есенов, Ягшигельди   | 15.11.2002  | 13.07.2007 | перехід на іншу роботу    |
| 6  | Ходжамурадов, Чари   | 13.07.2007  | 03.03.2008 | перехід на іншу роботу    |
| 7  | Язмурадів, Яранмурад | 03.03.2008  | 05.10.2011 | перехід на іншу роботу    |
| 8  | Халлієв, Аманмурад   | 05.10.2011  | 31.08.2013 | перехід на іншу роботу    |
| 9  | Чаріїв, Бегенч       | 31.08.2013  | 01.06.2017 | переходить на іншу роботу |
| 10 | Халліїв, Кличмурад   | 01.06.2017  |            | чинний                    |